# Aphaenogaster beccarii
Aphaenogaster beccarii is een mierensoort uit de onderfamilie van de Myrmicinae. De wetenschappelijke naam van de soort is voor het eerst geldig gepubliceerd in 1887 door Carlo Emery. Odoardo Beccari had deze soort op het eiland Elephanta verzameld.